# 安徽中医药大学

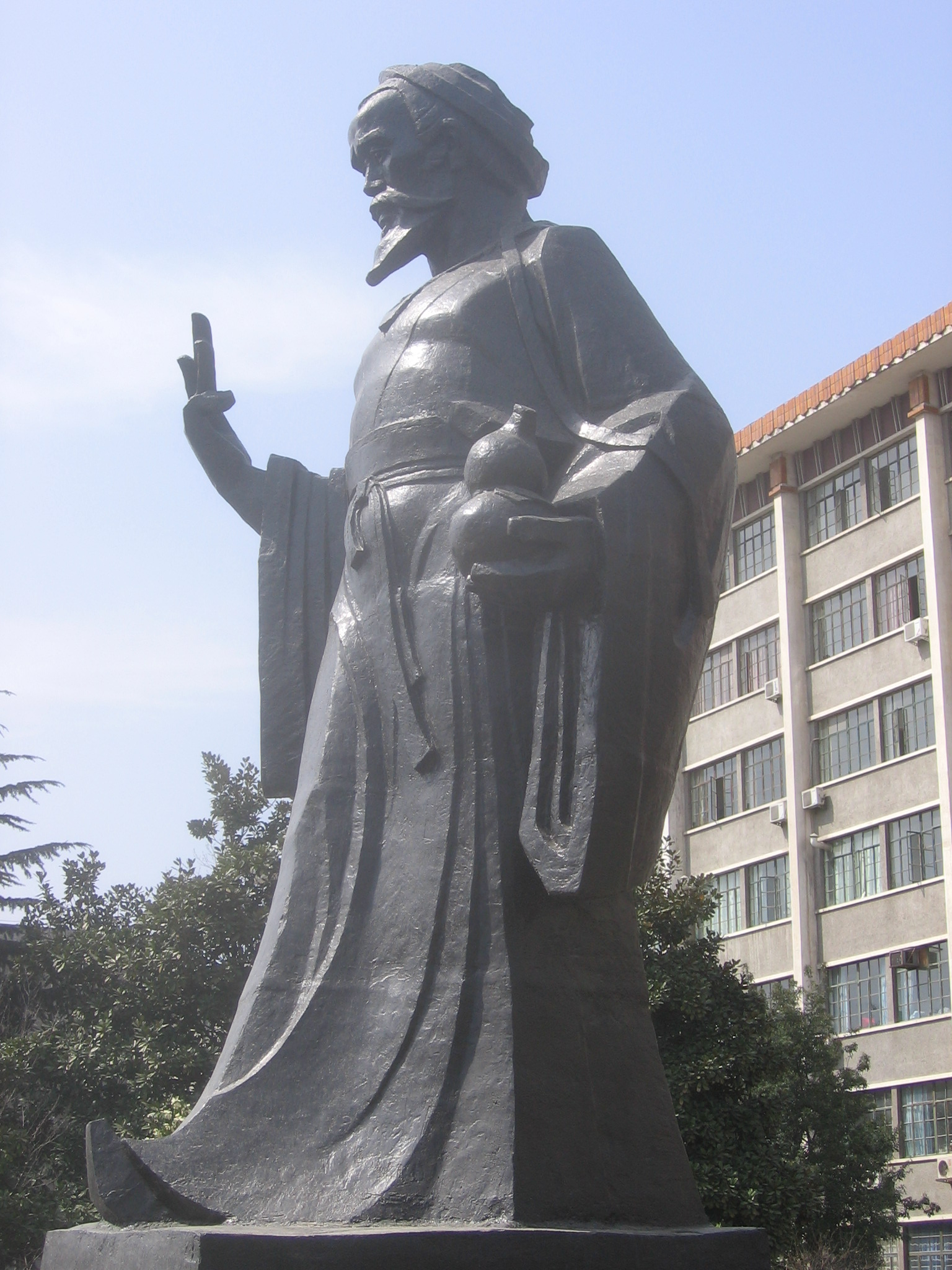
位于梅山路校区主楼华佗楼前的华佗塑像

安徽中医药大学是一所位于中华人民共和国安徽省合肥市的全日制公办医学类高等院校，1959年批准成立，2013年更名为安徽中医药大学，2014年被遴选为安徽省地方特色高水平大学建设单位。学校是国家中医临床研究基地、硕士研究生推荐免试单位。

## 历史沿革
安徽中医药大学前身为1952年创立的安徽省中医进修班（学校）。1959年，经安徽省政府批准成立安徽中医学院，由郭沫若先生题写校名。1970年，学校并入安徽医学院。1975年，学校恢复建制；2000年，安徽省医药学校并入学校。2012年，学校中医学等5个专业进入安徽省“一本”批次招生。
2013年4月，经中华人民共和国教育部批准，学校更名为安徽中医药大学。同年，经国务院学位委员会批准，成为博士学位授予单位。

## 院系设置
- 中医学院
- 针灸推拿学院（康复医学院）
- 中西医结合学院（生命科学学院）
- 药学院
- 医药信息工程学院（网络信息中心）
- 医药经济管理学院
- 护理学院
- 人文与国际教育交流学院（外事办、港澳台办）
- 马克思主义学院
- 体育健康学院
- 继续教育学院（成人教育学院）
- 创新创业学院
- 新安书院
- 第一临床医学院
- 第二临床医学院
- 第三临床医学院[5]

## 附属机构
- 第一临床医学院
- 第二临床医学院
- 第三临床医学院
- 安徽中医药大学资产经营有限公司
- 安徽中医药大学神经病学研究所[6]

## 知名校友
- 朱满洲：1988年毕业，现任安徽大学化学化工学院教授，教育部长江学者特聘教授。
- 张忠平：1988年毕业于药物化学专业，现任安徽大学化学化工学院教授，国家杰出青年基金获得者。
- 许能贵：1988年毕业于针灸系，现任广州中医药大学副校长，973首席科学家。
- 彭代银：1985年毕业于药学系，现任安徽中医药大学校长。
- 李友平：1983年毕业于药学系，现任安徽省直机关工委副书记。